# 鬼怒川 (电影)
《鬼怒川》（英語：The Angry River）是1971年黄枫执导编剧，武侠类香港電影，由茅瑛等人领衔主演，该电影主要讲述的是一群人反抗太阴教主七绝阎君的故事。

## 劇情簡介
太阴教主七绝阎君妄图称霸天下，一群人为了不让其野心得逞，召集天下武术家去讨伐太阴教主七绝阎君。

## 演员
- 茅瑛
- 姜南
- 白鹰
- 金天柱
- 吴明才
- 山茅

## 其他
- 这是嘉禾公司制作的第一部电影。
- 该作拍摄地点在台湾。
- 林正英在该作担任临时演员。

## 相關連結
- 香港影庫上《鬼怒川》的資料（繁體中文）
- 互联网电影数据库（IMDb）上《鬼怒川》的资料（英文）
- 豆瓣电影上《鬼怒川》的資料 （简体中文）